# 우사담
우사 담(右師譚, ? ~ ?)은 전한 말기의 관료이다.

## 행적
건평 3년(기원전 4년), 동평양왕이 애제를 무고하였다. 중랑(中郞) 우사담은 식부궁·손총과 함께 이를 중상시(中常侍) 송홍(宋弘)에게 알렸고, 이후 공로를 인정받아 이듬해에 영천도위로 영전하고 관내후에 봉해졌다.

## 출전
- 반고, 《한서》 권45 괴오강식부전